# Oreoweisia brevifolia
Oreoweisia brevifolia är en bladmossart som beskrevs av Brotherus 1918. Oreoweisia brevifolia ingår i släktet alpmossor, och familjen Dicranaceae. Inga underarter finns listade i Catalogue of Life.